# Saint-Denis-du-Payré
Saint-Denis-du-Payré ist eine westfranzösische Gemeinde mit 413 Einwohnern (Stand: 1. Januar 2022) im Département Vendée in der Region Pays de la Loire. Saint-Denis-du-Payré gehört zum Arrondissement Fontenay-le-Comte und zum Kanton Luçon. Die Einwohner werden Saint-Denisolais genannt.

## Lage
Saint-Denis-du-Payré liegt etwa 29 Kilometer nordnordwestlich von La Rochelle in der Landschaft Vendée. Das Gemeindegebiet gehört zum Regionalen Naturpark Marais Poitevin. Umgeben wird Saint-Denis-du-Payré von den Nachbargemeinden Lairoux im Norden, Chasnais im Nordosten, Triaize im Osten, Saint-Michel-en-l’Herm im Süden, Grues im Westen und Südwesten sowie Saint-Benoist-sur-Mer im Nordwesten.

## Bevölkerungsentwicklung
| Jahr                      | 1962 | 1968 | 1975 | 1982 | 1990 | 1999 | 2006 | 2013 |
| Einwohner                 | 474  | 440  | 406  | 379  | 387  | 338  | 361  | 381  |
| Quelle: Cassini und INSEE |      |      |      |      |      |      |      |      |

## Sehenswürdigkeiten
- Kirche Saint-Denis aus dem 12. Jahrhundert, Monument historique

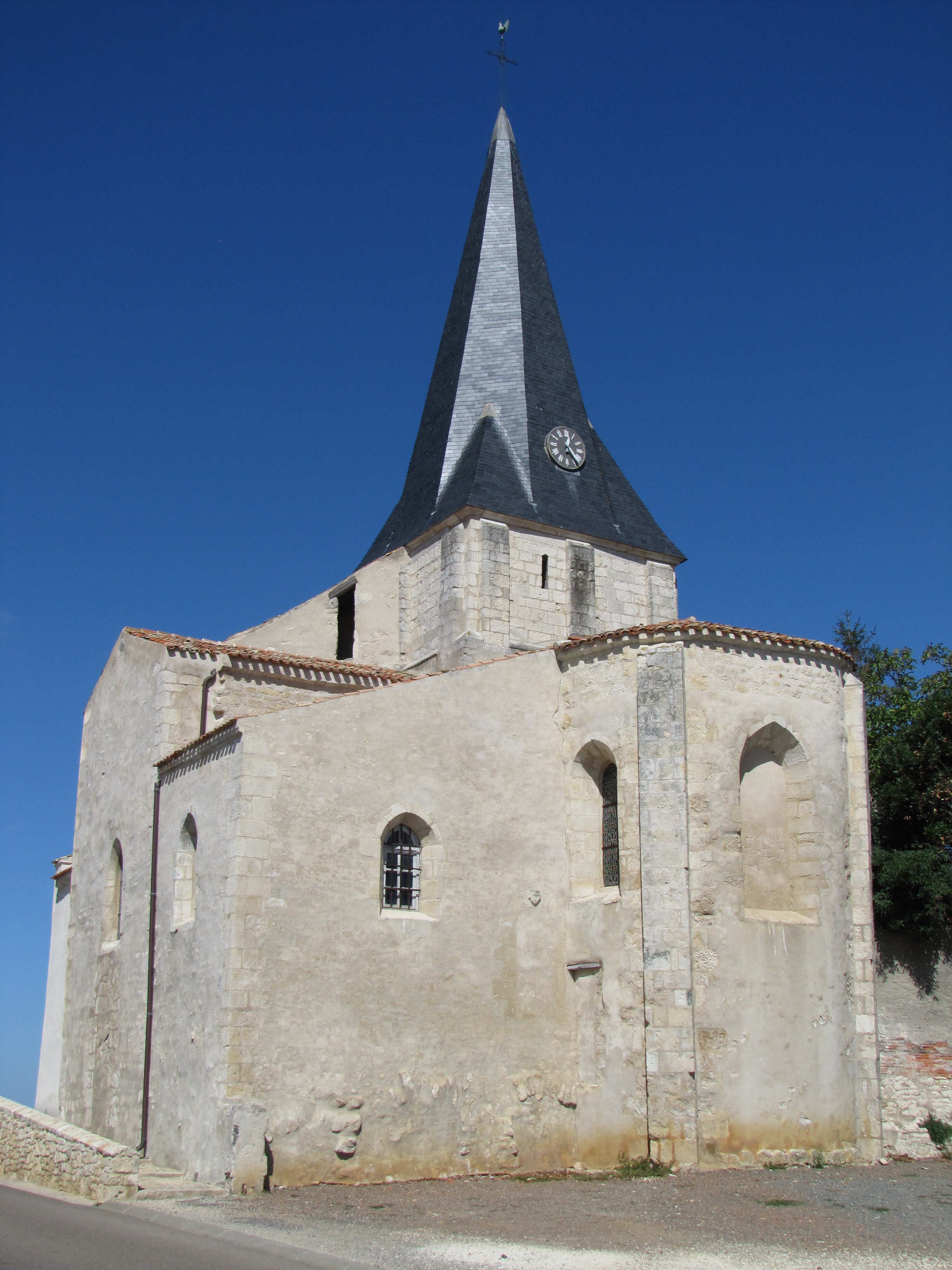
Kirche Saint-Denis